# José Torrealba
José Torrealba, pseud. „El Buda” (ur. 13 czerwca 1980 roku w Acarígui) – wenezuelski piłkarz, grający na pozycji napastnika. Aktualnie występujący w klubie Kaizer Chiefs.
W reprezentacji swojego kraju debiutował w meczu z Ekwadorem 17 sierpnia 2005 roku. Był też członkiem reprezentacji Wenezueli na Copa América 2007.